# イーゴリ・シチョーゴレフ
イーゴリ・オレゴヴィチ・シチョーゴレフ（シショーゴレフ、ロシア語: Игорь Олегович Щёголев、ラテン文字表記の例：Igor Olegovich Shchegolev、1965年11月10日 – ）は、ロシアのジャーナリスト、政治家である。2008年から2012年まで情報技術・通信大臣を務めた。2012年からは大統領補佐官（情報技術担当）。2018年からは、中央連邦管区大統領全権代表を務めている。

## 経歴
ドイツ民主共和国（東ドイツ）ライプツィヒ大学ジャーナリスト学部、モスクワ外国語大学に学ぶ。欧州問題の専門家であり、英独仏語に堪能。
1988年タス通信に入職、パリ特派員、ニュース･サービス副部長を歴任した。
1998年ロシア連邦政府機関勤務。情報部副部長となる。同年9月エフゲニー・プリマコフ首相の下で政府報道官などを経て、1999年セルゲイ・ステパーシン首相の顧問に就任し、2000年1月にはロシア大統領府報道部長。2001年12月大統領儀典長。2004年3月には大統領府の組織再編があったが、儀典長の職に留まった。
2008年5月12日情報技術・通信相に任命された。
2012年5月21日、ドミートリー・メドヴェージェフ内閣発足に伴い情報技術通信相を退任し、翌5月22日、大統領補佐官（IT担当）に任命された。
2018年6月26日、副首相に就任したアレクセイ・ゴルデーエフの後任として中央連邦管区大統領全権代表に就任した。